# Diócesis de Camaçari
La diócesis de Camaçari (en latín: Dioecesis Camassarien(sis) y en portugués: Diocese de Camaçari) es una circunscripción eclesiástica latina de la Iglesia católica en Brasil, sufragánea de la arquidiócesis de San Salvador de Bahía. La diócesis tiene al obispo Dirceu de Oliveira Medeiros como su ordinario desde el 27 de octubre de 2021. 

## Territorio y organización
La diócesis tiene 2382 km² y extiende su jurisdicción sobre los fieles católicos de rito latino residentes en 8 municipios del estado de Bahía: Camaçari, Candeias, Dias d'Ávila, Madre de Deus, São Francisco do Conde, São Sebastião do Passé, Simões Filho y Terra Nova.
La sede de la diócesis se encuentra en la ciudad de Camaçari, en donde se halla la Catedral de Santo Tomás de Canterbury.
En 2019 en la diócesis existían 19 parroquias.

## Historia
La diócesis fue erigida el 15 de diciembre de 2010 con la bula Ad spirituale bonum del papa Benedicto XVI, obteniendo el territorio de la arquidiócesis de San Salvador de Bahía.

## Estadísticas
De acuerdo al Anuario Pontificio 2020 la diócesis tenía a fines de 2019 un total de 468 000 fieles bautizados.
| Año                                                                             | Población            | Población | Población      | Sacerdotes | Sacerdotes    | Sacerdotes    | Bautizados por sacerdote | Diáconos permanentes | Religiosos | Religiosos | Parroquias |
| Año                                                                             | Bautizados católicos | Total     | % de católicos | Total      | Clero secular | Clero regular | Bautizados por sacerdote | Diáconos permanentes | Varones    | Mujeres    | Parroquias |
| ------------------------------------------------------------------------------- | -------------------- | --------- | -------------- | ---------- | ------------- | ------------- | ------------------------ | -------------------- | ---------- | ---------- | ---------- |
| 2010                                                                            | 481 523              | 708 122   | 68.0           | 20         | ?             | ?             | 24 076                   |                      | 8          | 47         | 16         |
| 2013                                                                            | 445 000              | 654 000   | 68.0           | 35         | 30            | 5             | 12 714                   | 14                   | 6          | 41         | 19         |
| 2016                                                                            | 457 000              | 670 000   | 68.2           | 26         | 25            | 1             | 17 576                   | 21                   | 2          | 29         | 19         |
| 2019                                                                            | 468 000              | 686 165   | 68.2           | 38         | 32            | 6             | 12 315                   | 18                   | 7          | 20         | 19         |
| Fuente: Catholic-Hierarchy, que a su vez toma los datos del Anuario Pontificio. |                      |           |                |            |               |               |                          |                      |            |            |            |

## Episcopologio
- Giancarlo Petrini (15 de diciembre de 2010-27 de octubre de 2021 retirado)
- Dirceu de Oliveira Medeiros, desde el 27 de octubre de 2021